# Aigre (Aigre)
Aigre ist eine Ortschaft und eine ehemalige französische Gemeinde mit 1.074 Einwohnern (Stand: 1. Januar 2022) im Département Charente in der Region Nouvelle-Aquitaine. Sie gehörte zum Arrondissement Confolens und zum Kanton Charente-Nord.
Mit Wirkung vom 1. Januar 2019 wurden die ehemaligen Gemeinden Aigre und Villejésus zur namensgleichen Commune nouvelle Aigre zusammengeschlossen und haben in der neuen Gemeinde der Status einer Commune déléguée. Der Verwaltungssitz befindet sich im Ort Aigre.

## Lage
Nachbarorte sind Oradour im Nordwesten und Villejésus im Nordosten, Marcillac-Lanville im Südosten und Mons im Südwesten.

## Bevölkerungsentwicklung
| Jahr      | 1800  | 1851  | 1901  | 1954  | 1999  | 2013  |
| Einwohner | 1.428 | 1.755 | 1.374 | 1.177 | 1.141 | 1.088 |

Der kontinuierliche Bevölkerungsrückgang seit dem Ende des 19. Jahrhunderts ist im Wesentlichen eine Folge des Verlusts von Arbeitsplätzen durch die Reblauskrise im Weinbau und durch die zunehmende Mechanisierung der Landwirtschaft insgesamt.

## Geschichte
Im 13. Jahrhundert wird erstmals eine Kirche erwähnt; auf dem Gelände einer Burg (château) des 15. Jahrhunderts steht nur noch ein später erbautes Taubenhaus (pigeonier). Im 16. Jahrhundert geriet der Ort unter den Einfluss des Protestantismus. Unter dem Ancien Régime befand sich hier eine Poststation auf dem Weg von Paris nach Spanien.

## Sehenswürdigkeiten
Die alte Kirche des Ortes wurde im 19. Jahrhundert abgerissen und durch einen dreischiffigen Neubau im neogotischen Stil ersetzt. Bemerkenswert sind die Größe der Kirche und der hochaufragende Glockenturm mit seinem steinernen Spitzhelm.